# Ікеда (Осака)
Іке́да (яп. 池田市, いけだし, МФА: [ikeda ɕi̥]?) — місто в Японії, в префектурі Осака.     Отримало статус міста 1939 року. Площа становить 22,09 км². Станом на 1 липня 2012 року населення складало 103 544  осіб, густота населення — 4690 осіб/км².     

## Демографія
За даними перепису населення Японії, населення Ікеда зростало протягом 50х-70х років після чого стабілізувалося. Станом на 1 жовтня 2020 року населення складало 104 993 осіб, густота населення — 4742 осіб/км².

## Історія
Ікеда отримала статус міста 29 квітня 1939 року.

## Транспорт
- Термінали Міжнародного аеропорту Осака